# Karin Ott
Karin Ott, Pseudonym Ruth Kaiser (* 13. Dezember 1945 in Wädenswil bei Zürich, Schweiz) ist eine schweizerische Opernsängerin (Koloratursopran).

## Leben
Karin Ott ist unter ihrem Ehenamen als Sängerin und Wissenschaftlerin – mit dem Spezialgebiet Verzierungskunst – hervorgetreten; ihr Ehemann und Koautor bei den Publikationen ist der Musikwissenschaftler und Regisseur Eugen Ott. Auf Herbert von Karajans Einspielung der Zauberflöte von 1980 sang sie die Königin der Nacht, auch als Lucia in Donizettis gleichnamiger Oper ist sie aufgezeichnet worden.

## Veröffentlichungen
Schallplatten und Compact-Discs
- Karin Ott ist auf verschiedenen Opern-Aufnahmen zu hören.
- Lili Boulanger: Clarières dans le ciel (Text: Francis Jammes) für Stimme und Klavier (Jean Lemaire) (1914). Aufnahme 1991, Studio RSI, Lugano, auf CD erschienen 1993.
- Lili Boulanger: Pie Jesu. Für Stimme, Streichquartett, Harfe und Orgel. Aufnahme 1991, Studio RSI, Lugano, auf CD erschienen 1993.

Wissenschaftliche Veröffentlichungen
- Eugen und Karin Ott: Die geläufige Gurgel der Mlle Cavalieri: Verzierte Vokalmusik bei Mozart. in: Neue Zürcher Zeitung Vol. 212, No. 279, 30. November / 1. Dezember 1991, S. 71.
- Dies.: Handbuch der Verzierungskunst in der Musik (bislang 10 Bände, erschienen 1997–2010), Ricordi ISBN 3-931788-01-6